# 艾蜜莉亞·布盧默
艾蜜莉亞·詹克斯·布盧默（英語：Amelia Jenks Bloomer，1818年5月27日—1894年12月30日）是一位美國婦女權利和禁酒運動提倡者。她的姓氏被用來為女用燈籠褲命名，儘管她實際上不是燈籠褲的發明者，但燈籠褲卻是因為她早期的強力倡導而得以普及化。艾蜜莉亞·布盧默也是第一位擁有、經營並編輯女性新聞傳播媒體的女性。

## 早年
艾蜜莉亞於1818年5月27日出生在美國紐約州荷馬，出生時的姓氏是詹克斯（Jenks）。她來自一個簡樸的家庭，且只在當地的地區學校受了數年的正規教育。
17歲那年，艾蜜莉亞在擔任了短暫一陣的學校教師後，決定搬家。她和新婚的姊姊埃爾維拉（Elvira，1807－1880）一同搬到了紐約滑鐵盧，滑鐵盧是個比荷馬更繁榮、更國際化的社區，艾蜜莉亞在這變得很受歡迎，並擴展了自己的交友圈。她在一年之內找到了工作，這份工作是鄰鎮紐約塞內卡福爾斯張伯倫家（Chamberlain family）三個孩子的家庭教師，她搬去塞內卡福爾斯與張伯倫家同住。
在她22歲那年，艾蜜莉亞嫁給了律師德克斯特·布盧默（Dexter Bloomer，1816－1900），其鼓勵艾蜜莉亞為他的紐約報紙《Seneca Falls County Courier》寫作。德克斯特支持艾蜜莉亞的行動主義，他甚至為了響應她的禁酒運動而戒酒。
艾蜜莉亞早年都在紐約科特蘭縣度過。1852年，布盧默全家搬到了愛荷華。

## 社會活動
1848年，艾蜜莉亞·布盧默參加了塞內卡福爾斯會議，這是第一個以婦女權利為主題的會議，然而布盧默並沒有簽署會議上發表的「感傷宣言」和隨後的決議。她選擇了與她關係緊密的美國聖公會，而不是感傷宣言。隔年，她開始編輯第一份專為女性的報紙《百合》。百合報從1849年到1853年間，每兩週發行一次。在此期間，《百合》慢慢地轉變為禁酒報誌，但其內容廣泛，從食譜到道德主義短文皆有刊載，特別是在受到婦女參政運動者伊莉莎白·卡迪·斯坦頓和蘇珊·安東尼的影響之後。布盧默認為，既然婦女被認為不合適擔任講師，那麼寫作便是婦女能為改革出力的最佳方式。《百合》發行起初，便確定將成為塞內卡福爾斯淑女禁酒協會（Seneca Falls Ladies Temperance Society）成員之間的「家庭配給物」（home distribution），該協會成立於1848年。最後，百合報的發行量超過了4000份。《百合》發行早期曾遭遇過幾個障礙，如協會成員對報紙逐漸失去興趣。但布盧默認為有義務要出版它，並自己承擔下了出版和編輯報紙所要負的一切責任。起初，報紙封面標註的是「由委員會的淑女們出版」，但到了1850年以後，都只標註布盧默一個人的名字。這份報紙是後來專注在女性參政權議題上的期刊的典範。
作為第一位擁有、經營並編輯女性新聞傳播媒體的女性，布盧默描述了她的經歷：
|  | 這是向婦女傳播新福音真理的必要工具，我情不自禁地埋首在這個由我起頭的工作當中。我從最一開始就見不到終點，期盼我對社會的主張會引導我方向。 |

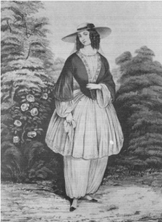
燈籠褲裝

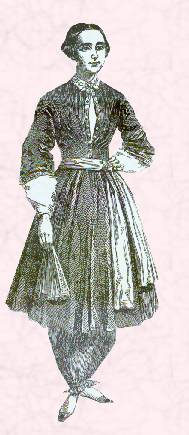
艾蜜莉亞·布盧默穿著以自己的名稱命名的燈籠褲的形象。此圖內除了燈籠褲外，她還穿了丘尼卡和開檔內褲 (19世紀)。

在她的刊物中，布盧默推動了女性著裝標準的改變。布盧默透過《百合》宣傳她的理念：女性因穿著而導致的日常活動上的不便，會因新的服裝而減少。
|  | 女性的服裝應該要符合她的想要和需要。它需要被立即改善以達到健康、舒適與有用；此外，它也不該失去用來打扮、裝飾個人的作用，這具有僅次前者的重要性。 |

1851年，新英格蘭的禁酒活動家伊莉莎白·史密斯·米勒採用了她認為更合適的服裝：在腳踝上收束的寬鬆褲子，就像中東和中亞的女性褲裝，上面搭配的或是短洋裝，或是裙子與背心。女演員范妮·肯伯公開地穿著該服裝。米勒將該服裝展示給她的表姑伊莉莎白·卡迪·斯坦頓看，斯坦頓發現這服裝既明智又合適，就立即採用了它。斯坦頓接著拜訪了布盧默，布盧默之後便穿上這套服裝，並在自己的報紙《百合》中大力宣傳它。紐約論壇報也報導了這個新的服裝趨勢。越來越多追隨時尚潮流穿上該褲裝的婦女，將這褲裝稱呼為「The Bloomer Costume」或「Bloomers」（燈籠褲）。然而，燈籠褲不斷地受到報紙輿論的嘲笑和街頭騷擾。布盧默自己也在1859年放棄了這個時尚，並表示一項名叫克里諾林裙襯的新發明是更成功的改革，藉由主張這點，她便能回歸傳統穿著。
也同樣是在1851年，伊莉莎白·卡迪·斯坦頓和蘇珊·安東尼，這兩位女性主義運動家透過布盧默的介紹而認識了。斯坦頓和安東尼後來成為了彼此最親密的同伴和朋友。
1854年，布盧默決定與丈夫搬去愛荷華州康瑟爾崖，臨行前她將《百合》報賣給了印第安納州里奇蒙的瑪麗·伯索爾。伯索爾與瑪麗·F·湯瑪斯醫生合作，兩人繼續運營《百合》，報紙至少到1859年都還有繼續發行。

## 逝世與後世評價
艾蜜莉亞·布盧默於1894年12月30日逝世，享年70歲，被埋葬在美國愛荷華州康瑟爾崖的費爾維尤公墓（Fairview Cemetery）中。
布魯默除了是婦女權利和禁酒運動的提倡者以外，作為作家她也為各式各樣的期刊撰稿。雖然布盧默遠遠不及其他女性主義者有名，但她也為女性運動作出了許多重要貢獻－－特別是在服裝改革方面。布盧默還是個爭取選舉權的先驅，她在內布拉斯加州和愛荷華州領導了選舉權運動，並於1871年至1873年擔任愛荷華州婦女選舉協會（Iowa Woman Suffrage Association）主席。

## 紀念

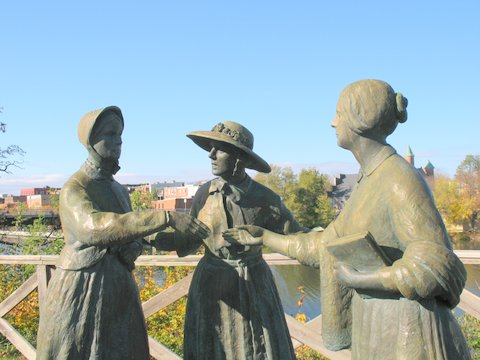
雕塑作品《當安東尼遇見斯坦頓》，中間的女性即為艾蜜莉亞·布盧默

布盧默與伊莉莎白·卡迪·斯坦頓、索傑納·特魯思和哈莉特·塔布曼一同被記在美國聖公會的聖人曆中的7月20日，供後人紀念。
1975年，她進入愛荷華州女性名人堂。
1980年，她在紐約塞內卡福爾斯的房子被列入國家史蹟名錄，這棟房子之後被叫做艾蜜莉亞·布盧默之家。
1995年，她進入美國國家女性名人堂。
1999年，Ted Aub的雕塑作品《當安東尼遇見斯坦頓》（When Anthony Met Stanton）在大眾面前揭幕。這個作品由三個真人大小的女性青銅雕像所構成，還原了1851年5月12日，艾蜜莉亞·布盧默將蘇珊·安東尼介紹給伊莉莎白·卡迪·斯坦頓的歷史場景。該雕像位於塞內卡福爾斯能夠俯瞰梵·克里夫湖（Van Cleef Lake）的位置。
自2002年以來，美國圖書館協會每年製作一份年度「艾蜜莉亞·布盧默清單」，列出最近出版的書籍中包含重要女性主義內容的書籍，該書單面向年輕讀者。

## 外部連結
- Spartacus biography （页面存档备份，存于）
- Biography/Pottawattamie County, Iowa （页面存档备份，存于）
- 在Find a Grave上的Amelia Jenks Bloomer
- BBC的一篇以艾蜜莉亞·布盧默為主題的文章 （页面存档备份，存于）
- Norwood, Arlisha. "Amelia Bloomer" （页面存档备份，存于）. National Women's History Museum. 2017.